# F.C. United of Manchester
Football Club United of Manchester je poluprofesionalni engleski nogometni klub. Osnovali su ga 2005. godine navijači Manchester Uniteda, nezadovoljni preuzimanjem kluba od strane američkog biznismena Malcolma Glazera. Nadimak kluba je crveni pobunjenici. 
Iako je većina navijača iz okolice Manchestera, klub ima podršku i iz drugih država. United se počeo natjecati od sezone 2005./06. u desetom razredu engleskog nogometa, te se na kraju svake sezone plasirao u viši rang. Svoje domaće utakmice igraju na stadionu Broadhurst Park. 

## Statistika
| Sezona    | Liga                                                 | Ut. | Pob. | N. | Por. | G+  | G- | Bod. | Poz. | Gledatelja | Komentar                       |
| --------- | ---------------------------------------------------- | --- | ---- | -- | ---- | --- | -- | ---- | ---- | ---------- | ------------------------------ |
| 2005./06. | North West Counties Football League - Druga divizija | 36  | 27   | 6  | 3    | 111 | 35 | 87   | 1/19 | 3,059      | Prvaci                         |
| 2006./07. | North West Counties Football League - Prva divizija  | 42  | 36   | 4  | 2    | 157 | 36 | 112  | 1/22 | 2.581      | Prvaci                         |
| 2007./08. | Northern Premier League - Prva divizija sjever       | 42  | 24   | 9  | 9    | 91  | 49 | 81   | 2/22 | 2.125      | plasirali se kroz razigravanje |
| 2008./09. | Northern Premier League Premier Division             | 42  | 21   | 9  | 12   | 82  | 58 | 72   | 6/22 | 2.152      |                                |

Izvor: 

## Vanjske poveznice
- Službena stranica